# Seznam kamenů zmizelých v Moravskoslezském kraji

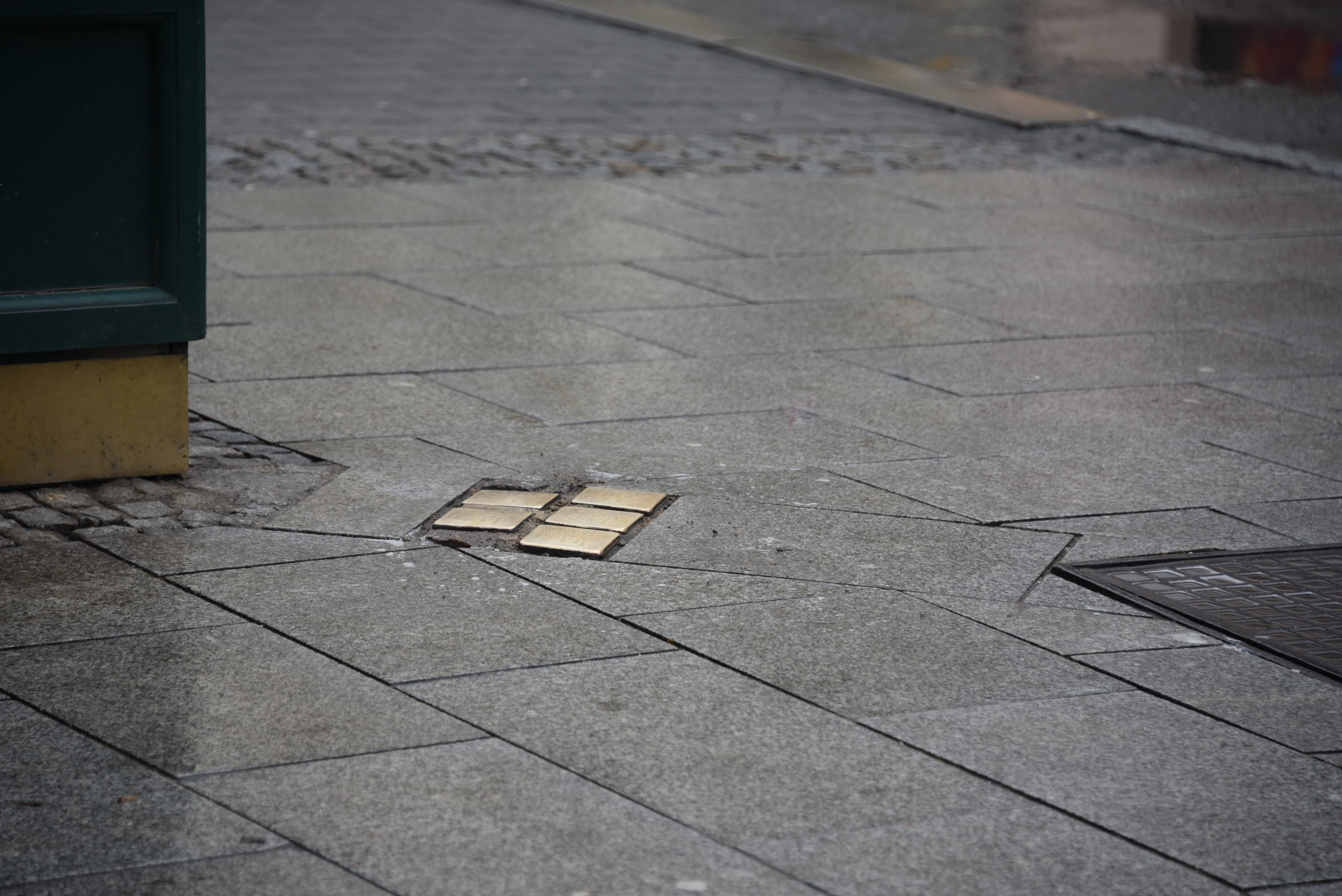
Stolpersteine v Ostravě

Seznam kamenů zmizelých v Moravskoslezském kraji obsahuje pamětní kameny obětem nacismu v Moravskoslezském kraji. Jsou součástí celoevropského projektu Stolpersteine německého umělce Guntera Demniga. Kameny zmizelých jsou věnovány osudu těch, kteří byli nacisty deportováni, vyhnáni, zavražděni nebo spáchali sebevraždu.
První kameny byly položeny 10. června 2010 v Ostravě.

## Český Těšín
V Českém Těšíně se nacházejí tyto kameny zmizelých:
| Obrázek | Nápis                                                                                       | Bydliště                                                  | Jméno, život    |
| ------- | ------------------------------------------------------------------------------------------- | --------------------------------------------------------- | --------------- |
|         | ZDE ŽILA ROSALIE WIESNER NAR. 1858 DEPORTOVÁNA 1942 DO OSVĚTIMI ZAVRAŽDĚNA 15.6.1942 TAMTÉŽ | Český Těšín, Hlavní 2061 49°44′58″ s. š., 18°37′35″ v. d. | Rosalie Wiesner |

## Frýdek-Místek
Ve Frýdku-Místku se nacházejí tyto kameny zmizelých:
| Obrázek | Nápis | Bydliště                                | Jméno, život                         |
| ------- | --- | --------------------------------------- | ------------------------------------ |
|         | ZDE ŽILA HERMINA DEMNEROVÁ ROZ. DRÖLICHOVÁ NAR. 1889 DEPORTOVÁNA 1942 DO TEREZÍNA 1944 DO OSVĚTIMI ZAVRAŽDĚNA 10.4.1944     | Frýdek-Místek, Zámecké nám. 37          | Hermina Demnerová, rozená Drölichová |
|         | ZDE ŽIL ZIGMUND DEMNER NAR. 1880 DEPORTOVÁN 1942 DO TEREZÍNA 1944 DO OSVĚTIMI ZAVRAŽDĚN 10.4.1944                           | Frýdek-Místek, Zámecké nám. 37          | Zigmund Demner                       |
|         | ZDE ŽIL JULIUS HUPPERT NAR. 1868 DEPORTOVÁN 1942 DO TEREZÍNA ZAVRAŽDĚN 1942 V TREBLINCE                                     | Frýdek-Místek, Zámecké nám. 25          | Julius Huppert                       |
|         | ZDE ŽILA ANNA HUPPERTOVÁ NAR. 1872 DEPORTOVÁNA 1942 DO TEREZÍNA ZAVRAŽDĚN 1942 V TREBLINCE                                  | Frýdek-Místek, Zámecké nám. 25          | Anna Huppertová                      |
|         | ZDE SLOUŽIL KPT. KAREL PAVLÍK NAR. 1900 ZATČEN 4.9.1942 DEPORTOVÁN 1942 DO TEREZÍNA 1943 DO MAUTHAUSENU ZAVRAŽDĚN 26.1.1943 | Frýdek-Místek, Památník 8. pěšího pluku | kpt. Karel Pavlík                    |
|         | ZDE UČIL PHDR. ANTONÍN VACULÍK NAR. 1875 DEPORTOVÁN 1941 DO MAUTHAUSENU ZAVRAŽDĚN 4.12.1941                                 | Frýdek-Místek, Palackého 123            | PhDr. Antonín Vaculík                |
|         | ZDE PRACOVAL PHMR. HEINRICH WOLF NAR. 1865 DEPORTOVÁN DO TEREZÍNA ZEMŘEL 16.5.1954                                          | Frýdek-Místek, náměstí Svobody 5        | PhMr. Heinrich Wolf                  |

## Krnov
V Krnově se nacházejí tyto kameny zmizelých:
| Obrázek                     | Nápis | Bydliště                      | Jméno, život          |
| --------------------------- | --- | ----------------------------- | --------------------- |
|                             | |                               |                       |
|                             | ZDE ŽIL ING. JOSEF BAAR NAR. 1877 DEPORTOVÁN 1941 DO LODŽE ZAVRAŽDĚN 1942                                 | Krnov, Mikulášská 62          | Ing. Josef Baar       |
|                             | ZDE ŽILA MARGARET BAAR NAR. 1890 DEPORTOVÁNA 1941 DO LODŽE ZAVRAŽDĚNA 1942                                | Krnov, Mikulášská 62          | Margaret Baar         |
|                             | ZDE ŽIL HUGO BRAUN NAR. 1875 DEPORTOVÁN 1942 DO TEREZÍNA DO VARŠAVY 1942 ZAVRAŽDĚN                        | Krnov, Náměstí Minoritů 88/11 | Hugo Braun            |
|                             | ZDE ŽILA SIDONIE BRAUN NAR. 1880 DEPORTOVÁNA 1942 DO TEREZÍNA DO VARŠAVY 1942 ZAVRAŽDĚNA                  | Krnov, Náměstí Minoritů 88/11 | Sidonie Braun         |
|                             | ZDE ŽILA FANNY JOKL NAR. 1870 DEPORTOVÁNA 1942 ZAVRAŽDĚNA V OSVĚTIMI-BIRKENAU                             | Krnov, Hlavní náměstí 1       | Fanny Jokl            |
|                             | ZDE ŽIL MORITZ JOKL NAR. 1865 ZEMŘEL 1938 NA ÚTĚKUV LIPTOVSKÉM MIKULÁŠI                                   | Krnov, Hlavní náměstí 1       | Moritz Jokl           |
|                             | ZDE ŽILA ERNA LANGSCHUR NAR. 1890 DEPORTOVÁNA 1942 DO TEREZÍNA ZAVRAŽDĚNA 1942 V BARANOVIČI               | Krnov, Hlavní náměstí 1       | Erna Langschur        |
|                             | ZDE ŽIL DR. SIGMUND LANGSCHUR NAR. 1884 DEPORTOVÁN 1942 DO TEREZÍNA ZAVRAŽDĚN 1942 V BARANOVIČI           | Krnov, Hlavní náměstí 1       | Dr. Sigmund Langschur |
|                             | ZDE ŽILA MATHILDE LÖWIN NAR. 1895 DEPORTOVÁNA 1942 DO TEREZÍNA ZAVRAŽDĚNA 1942 V MALÉM TROSTINCI          | Krnov, Soukenická 137/27      | Mathilde Löwin        |
|                             | ZDE ŽIL WALTER LÖWIN NAR. 1886 DEPORTOVÁNA 1942 DO TEREZÍNA ZAVRAŽDĚNA 1942 V MALÉM TROSTINCI             | Krnov, Soukenická 137/27      | Walter Löwin          |
|                             | ZDE ŽIL DR. DAVID RUDOLFER NAR. 1871 DEPORTOVÁN 1942 DO TEREZÍNA ZAVRAŽDĚN 1942                           | Krnov, Soukenická 83/28       | Dr. David Rudolfer    |
|                             | ZDE ŽIL TOMÁŠ RUDOLFER NAR. 1935 DEPORTOVÁN 1943 DO TEREZÍNA ZAVRAŽDĚN 1944 V OSVĚTIMI-BIRKENAU           | Krnov, Soukenická 83/28       | Tomáš Rudolfer        |
|                             | ZDE ŽILA ANNA SINGER NAR. 1886 DEPORTOVÁNA 1942 DO TEREZÍNA ZAVRAŽDĚNA 1942 V MALÉM TROSTINCI             | Krnov, Soukenická 83/28       | Anna Singer           |
|                             | ZDE ŽILA HELENE SINGER NAR. 1914 DEPORTOVÁNA 1942 DO TEREZÍNA ZAVRAŽDĚNA 1942 V MALÉM TROSTINCI           | Krnov, Soukenická 83/28       | Helene Singer         |
|                             | ZDE ŽIL ADOLF SCHULHABER NAR. 1881 DEPORTOVÁN 1942 DO TEREZÍNA DO IZBICE 1942 ZAVRAŽDĚN                   | Krnov, Hl. náměstí 90/22      | Adolf Schulhaber      |
| Stolperteine Irma Westreich | ZDE ŽILA IRMA WESTREICH NAR. 28.1.1896 DEPORTOVÁNA 29.3.1942 DO TEREZÍNA ZAVRAŽDĚNA 19.6.1942 V TEREZÍNĚ  | Krnov, Šmeralova 20/3         | Irma Westreich        |
|                             | ZDE ŽILA FELICE WESTREICH NAR. 3.3.1875 DEPORTOVÁNA 29.3.1942 DO TEREZÍNA ZAVRAŽDĚNA 11.4.1942 V TEREZÍNĚ | Krnov, Šmeralova 20/3         | Felice Westreich      |

## Opava
V Opavě se nacházejí tyto kameny zmizelých:
| Obrázek | Nápis | Bydliště             | Jméno, život                     |
| ------- | --- | -------------------- | -------------------------------- |
|         | ZDE ŽIL VIKTOR MÜLLER NAR. 16.6.1895 DEPORTOVÁN 13.1.1943 DO TEREZÍNA ZAVRAŽDĚN 1943 V OSVĚTIMI                        | Opava, U Cukrovaru 2 | Viktor Müller                    |
|         | ZDE ŽILA GRÉTA MÜLLEROVÁ ROZ. ALTSCHULOVÁ NAR. 13.5.1901 DEPORTOVÁNA 13.1.1943 DO TEREZÍNA ZAVRAŽDĚNA 1943 V OSVĚTIMI  | Opava, U Cukrovaru 2 | Gréta Müllerová roz. Altschulová |
|         | ZDE ŽILA SOŇA MÜLLEROVÁ NAR. 21.11.1930 DEPORTOVÁNA 13.1.1943 DO TEREZÍNA ZAVRAŽDĚNA 1943 V OSVĚTIMI                   | Opava, U Cukrovaru 2 | Soňa Müllerová                   |
|         | ZDE ŽILA HERMÍNA ALTSCHULOVÁ ROZ. MÜNZOVÁ NAR. 16.11.1874 DEPORTOVÁNA 2.7.1942 DO TEREZÍNA ZAVRAŽDĚNA 1942 V TREBLINCE | Opava, Horní náměstí | Hermína Altschulová roz. Münzová |

## Ostrava
V Ostravě se nacházejí tyto kameny zmizelých:
| Obrázek | Nápis | Bydliště                           | Jméno, život                         |
| ------- | --- | ---------------------------------- | ------------------------------------ |
|         | ZDE BYDLELA BERTA APFELBAUMOVÁ ROZ. ZOLLMANNOVÁ NAR. 1893 DEPORTOVÁNA 1942 DO TEREZÍNA ZAVRAŽDĚNA 5.10.1942 V TREBLINCE     | Ostrava, Pobialova 875/8           | Berta Apfelbaumová roz. Zollmannová  |
|         | ZDE BYDLELA EDITA APFELBAUMOVÁ NAR. 1924 DEPORTOVÁNA 1942 DO TEREZÍNA ZAVRAŽDĚNA 5.10.1942 V TREBLINCE                      | Ostrava, Pobialova 875/8           | Edita Apfelbaumová                   |
|         | ZDE BYDLEL ROBERT ENGEL NAR. 1906 DEPORTOVÁN 1942 DO TEREZÍNA 1944 DO OSVĚTIMI ZAVRAŽDĚN 18.4.1945 V DACHAU                 | Ostrava, Poděbradova 27            | Robert Engel                         |
|         | ZDE BYDLEL TOMÁŠ ENGEL NAR. 1938 DEPORTOVÁN 1942 DO TEREZÍNA ZAVRAŽDĚN 6.10.1944 V OSVĚTIMI                                 | Ostrava, Poděbradova 27            | Tomáš Engel                          |
|         | ZDE BYDLELA HERTA ENGELOVÁ ROZ. GOLDBERGEROVÁ NAR. 1915 DEPORTOVÁNA 1942 DO TEREZÍNA ZAVRAŽDĚNA 6.10.1944 V OSVĚTIMI        | Ostrava, Poděbradova 27            | Herta Engelová roz. Goldbergerová    |
|         | ZDE BYDLEL FERDINAND GOLDBERGER NAR. 1878 DEPORTOVÁN 1942 DO TEREZÍNA ZAVRAŽDĚN 5.10.1942 V TREBLINCE                       | Ostrava, Poděbradova 27            | Ferdinand Goldberger                 |
|         | ZDE BYDLELA HELENA GOLDBERGEROVÁ ROZ. TRAMEROVÁ NAR. 1884 DEPORTOVÁNA 1942 DO TEREZÍNA ZAVRAŽDĚNA 5.10.1942 V TREBLINCE     | Ostrava, Poděbradova 27            | Helena Goldbergerová roz. Tramerová  |
|         | ZDE BYDLEL ALFRED KAUFTHAL NAR. 1938 DEPORTOVÁN 1942 DO TEREZÍNA ZAVRAŽDĚN 18.12.1943 V OSVĚTIMI                            | Ostrava, Velká 197/12              | Alfred Kaufthal                      |
|         | ZDE BYDLEL HIRSCH KAUFTHAL NAR. 1886 DEPORTOVÁN 1942 DO TEREZÍNA ZAVRAŽDĚN 22.10.1942 V TREBLINCE                           | Ostrava, Velká 197/12              | Hirsch Kaufthal                      |
|         | ZDE BYDLEL MAX KAUFTHAL NAR. 1912 DEPORTOVÁN 1942 DO TEREZÍNA ZAVRAŽDĚN 22.10.1942 V TREBLINCE                              | Ostrava, Velká 197/12              | Max Kaufthal                         |
|         | ZDE BYDLELA ALŽBĚTA KAUFTHALOVÁ ROZ. KAHANOVÁ NAR. 1914 DEPORTOVÁNA 1942 DO TEREZÍNA ZAVRAŽDĚNA 18.12.1943 V OSVĚTIMI       | Ostrava, Velká 197/12              | Alžběta Kaufthalová roz. Kahanová    |
|         | ZDE BYDLELA HELENA KAUFTHALOVÁ ROZ. KALFUSOVÁ NAR. 1890 DEPORTOVÁNA 1942 DO TEREZÍNA ZAVRAŽDĚNA 22.10.1942 V TREBLINCE      | Ostrava, Velká 197/12              | Helena Kaufthalová roz. Kalfusová    |
|         | ZDE BYDLEL PAVEL KOHN NAR. 1893 DEPORTOVÁN 1941 DO LODŽE ZAVRAŽDĚN V BELZECI                                                | Ostrava, Jeremenkova 806/21        | Pavel Kohn                           |
|         | ZDE BYDLELA JINDŘIŠKA KOHNOVÁ ROZ. BRUNNEROVÁ NAR. 1907 DEPORTOVÁNA 1941 DO LODŽE ZAVRAŽDĚNA V BELZECI                      | Ostrava, Jeremenkova 806/21        | Jindřiška Kohnová roz. Brunnerová    |
|         | ZDE BYDLEL EDUARD (ISRAEL) LIESER NAR. 1938 DEPORTOVÁN 1942 DO TEREZÍNA ZAVRAŽDĚN 18.12.1943 V OSVĚTIMI                     | Ostrava, Musorgského 10            | Eduard Lieser                        |
|         | ZDE BYDLEL JIŘÍ (YECHIEL) LIESER NAR. 1938 DEPORTOVÁN 1942 DO TEREZÍNA ZAVRAŽDĚN 18.12.1943 V OSVĚTIMI                      | Ostrava, Musorgského 10            | Jiří Lieser                          |
|         | ZDE BYDLELA CYRA (CILA) LIESEROVÁ ROZ. FORSCHEROVÁ NAR. 1900 DEPORTOVÁNA 1942 DO TEREZÍNA ZAVRAŽDĚNA 18.12.1943 V OSVĚTIMI  | Ostrava, Musorgského 10            | Cyra Lieserová roz. Forscherová      |
|         | ZDE BYDLEL OTTO PICK NAR. 1883 DEPORTOVÁN 1942 DO TEREZÍNA ZAVRAŽDĚN 6.9.1943 V OSVĚTIMI                                    | Ostrava, 28. října/rohový Zeyerova | Otto Pick                            |
|         | ZDE BYDLELA GRETA PICKOVA ROZ. WEISLITZEROVÁ NAR. 1883 DEPORTOVÁNA 1942 DO TEREZÍNA ZAVRAŽDĚNA 6.9.1942 V OSVĚTIMI          | Ostrava, 28. října/rohový Zeyerova | Greta Picková roz. Weislitzerová     |
|         | ZDE BYDLEL ADOLF RIX NAR. 1874 DEPORTOVÁN 1942 DO TEREZÍNA ZAVRAŽDĚN 18.12.1943 V OSVĚTIMI                                  | Ostrava, 28. října 3138/41         | Adolf Rix                            |
|         | ZDE BYDLELA BEDŘIŠKA RIXOVÁ ROZ. RIPPELOVÁ NAR. 1885 DEPORTOVÁNA 1942 DO TEREZÍNA ZAVRAŽDĚNA 18.12.1943 V OSVĚTIMI          | Ostrava, 28. října 3138/41         | Bedřiška Rixová roz. Rippelová       |
|         | ZDE BYDLEL FRANTIŠEK ROSENSTEIN NAR. 1915 DEPORTOVÁN 1942 DO TEREZÍNA U TÁBORE SCHWARZHEIDE ZAVRAŽDĚN 1945 NA POCHODU SMRTI | Ostrava, Chelčického 531/3         | František Rosenstein                 |
|         | ZDE BYDLEL RUDOLF ROSENSTEIN NAR. 1883 DEPORTOVÁN 1942 DO TEREZÍNA ZAVRAŽDĚN 23.1.1943 V OSVĚTIMI                           | Ostrava, Chelčického 531/3         | Rudolf Rosenstein                    |
|         | ZDE BYDLELA MARIE ROSENSTEINOVÁ ROZ. GROSSOVÁ NAR. 1893 DEPORTOVÁNA 1942 DO TEREZÍNA ZAVRAŽDĚNA 23.1.1943 V OSVĚTIMI        | Ostrava, Chelčického 531/3         | Marie Rosensteinová roz. Grossová    |
|         | ZDE BYDLELA KAROLÍNA ROTHOVÁ ROZ. MARKUSOVÁ NAR. 1862 DEPORTOVÁNA 1942 DO TEREZÍNA ZAVRAŽDĚNA 20.10.1942                    | Ostrava, Puchmajerova 1919/8       | Karolina Rothová roz. Markusová      |
|         | ZDE PRACOVAL MUDR. MOŘIC SCHÖNFELD NAR. 1903 DEPORTOVÁN 1942 DO TEREZÍNA ZAVRAŽDĚN 23.10.1944 V OSVĚTIMI                    | Ostrava, Zalužanského 1192/15      | MUDr. Mořic Schönfeld                |
|         | ZDE BYDLELA RŮŽENA SCHÖNFELDOVÁ ROZ. WEBEROVÁ NAR. 1877 DEPORTOVÁNA 1942 DO TEREZÍNA ZAVRAŽDĚNA 22.10.1942 V TREBLINCE      | Ostrava, Poštovní 345/23           | Růžena Schönfeldová roz. Weberová    |
|         | ZDE BYDLEL PAVEL SLATNER NAR. 1927 DEPORTOVÁN 1942 DO TEREZÍNA ZAVRAŽDĚN 22.10.1942 V TREBLINCE                             | Ostrava, Tyršova 1823/12           | Pavel Slatner                        |
|         | ZDE BYDLEL ZIKMUND SLATNER NAR. 1888 DEPORTOVÁN 1939 DO TÁBORA NISKO N. SANEM ?                                             | Ostrava, Tyršova 1823/12           | Zikmund Slatner                      |
|         | ZDE BYDLELA BERTA SLATNEROVÁ ROZ. LÖWYOVÁ NAR. 1894 DEPORTOVÁNA 1942 DO TEREZÍNA ZAVRAŽDĚNA 22.10.1942 V TREBLINCE          | Ostrava, Tyršova 1823/12           | Berta Slatnerová roz. Löwyová        |
|         | ZDE BYDLELA EDITA SLATNEROVÁ NAR. 1922 DEPORTOVÁNA 1942 DO TEREZÍNA ZAVRAŽDĚNA 22.10.1942 V TREBLINCE                       | Ostrava, Tyršova 1823/12           | Edita Slatnerová                     |
|         | ZDE BYDLELA EMILIE SLATNEROVÁ ROZ. ALTMANNOVÁ NAR. 1865 DEPORTOVÁNA 1942 DO TEREZÍNA ZAVRAŽDĚNA 15.12.1943 V OSVĚTIMI       | Ostrava, Nádražní třída 1266/26    | Emilie Slatnerová roz. Altmannová    |
|         | ZDE BYDLELA ZOFIE SLATNEROVÁ NAR. 1884 DEPORTOVÁNA 1942 DO TEREZÍNA ZAVRAŽDĚNA 15.12.1943 V OSVĚTIMI                        | Ostrava, Nádražní třída 1266/26    | Zofie Slatnerová                     |
|         | ZDE BYDLELA RŮŽENA SOMMEROVÁ ROZ. NEULÄNDEROVÁ NAR. 1895 DEPORTOVÁNA 1942 DO TEREZÍNA ZAVRAŽDĚNA 5.10.1942 V TREBLINCE      | Ostrava, Antonína Macka 4          | Ruzena Sommerová roz. Neuländerová   |
|         | ZDE BYDLELA GERTRUDA STILLEROVÁ NAR. 1924 DEPORTOVÁNA 1942 DO TEREZÍNA ZAVRAŽDĚNA 5.10.1942 V TREBLINCE                     | Ostrava, Antonína Macka 4          | Gertruda Stillerová                  |
|         | ZDE BYDLELA ILSE STILLEROVÁ NAR. 1921 DEPORTOVÁNA 1942 DO TEREZÍNA ZAVRAŽDĚNA 5.10.1942 V TREBLINCE                         | Ostrava, Antonína Macka 4          | Ilse Stillerová                      |
|         | ZDE BYDLELA IRENA WASSERBERGEROVÁ ROZ. POLLAKOVÁ NAR. 1885 DEPORTOVÁNA 1942 DO TEREZÍNA ZAVRAŽDĚNA 22.10.1942 V TREBLINCE   | Ostrava, Nádražní 308/3            | Irena Wasserbergerová roz. Pollaková |
|         | ZDE BYDLELA IDA WECHSBERGOVÁ ROZ. ROKOTNITZOVÁ NAR. 1894 DEPORTOVÁNA 1941 DO MINSKA ZAVRAŽDĚNA 16.11.1941                   | Ostrava, Na Hradbach 4             | Ida Wechsbergová roz. Rokotnitzová   |

## Příbor
V Příboru se nacházejí tyto kameny zmizelých:
| Obrázek | Nápis                                                                                  | Bydliště                  | Jméno, život       |
| ------- | -------------------------------------------------------------------------------------- | ------------------------- | ------------------ |
|         | ZDE ŽIL METHODĚJ HANDSCHUH NAR. 1885 DEPORTOVÁN 1945 DO TEREZÍNA ZAVRAŽDĚN 1945 TAMTÉŽ | Příbor, Šmeralově Nr. 712 | Methoděj Handschuh |

## Data pokládání kamenů
Kameny zanikly v Moravskoslezském kraji v následujících dnech:
- 10. června 2010: Ostrava
- 30. říjen 2012: Český Těšín
- 19. července 2013: Příbor, Krnov
- 16. září 2014: Krnov
- 5. srpna 2015: Ostrava
- 21. září 2017: Ostrava (rodina Kaufthal)
- 31. října 2024: Opava (Viktor Müller, Gréta Müllerová roz. Altschulová, Soňa Müllerová, Hermína Altschulová roz. Münzová.[20][21][22]

Kolokace byla plánována také pro Doubravu, pro 16. září 2014. Nelze ověřit.